# Бронзовокрылая амадина
Бронзовокрылая амадина, или малая сорочка (лат. Spermestes cucullata) — птица семейства вьюрковых ткачиков отряда воробьинообразных.

## Описание
Бронзовокрылая амадина небольшого размера. Длина тела составляет 9 см, масса — менее 10 грамм. Окраска бронзовокрылых амадин неяркая. Половой диморфизм не выражен. Самцы имеют чёрные голову и хвост, спина неопределенного бурого цвета, а покровные перья и поясница – серые. Нижняя часть, как правило, светлее, бока исчерчены размытыми полосами зеленовато-бронзового оттенка. Грудь и горло контрастируют с брюшком, имея темный коричневый цвет. Окраска самок похожа, но менее выразительна, пятна и полосы в рисунке у них не столь выражены.

## Распространение
Распространены бронзовокрылые амадины в Африке, обитают на юге Сахары, от Сенегала до Эфиопии. От этих районов ареал простирается на юг до Анголы и восточной части ЮАР. Вид был интродуцирован в Пуэрто-Рико. Обитают в саваннах и среди посевов культурных злаков.

## Питание
Бронзовокрылая амадина питается семенами трав и проса. 

## Размножение
Гнездо устраивает на деревьях на высоте от 2 до 2,5 метров, часто вблизи осиных и муравьиных гнёзд. В строительстве гнезда участвуют обе птицы. В кладке 4—6 яиц. Инкубационный период длится 12—13 дней. В течение дня птицы по очереди высиживают кладку, ночью обе птицы спят в гнезде на яйцах. Птенцы покидают гнездо в возрасте 16—18 дней, но на ночь возвращаются к нему.

## Естественные враги
Естественными врагами являются африканский малый перепелятник, пегий ворон, блестящий ворон, сорокопут-прокурор (Lanius collaris), траурный дронго, зимородковые и серебристый орёл. Доминиканская вдовушка является гнездовым паразитом вида в Пуэрто-Рико, как и блестящий коровий трупиал (Cyrtotes bonariensis).